# Wilhelm Weber
Wilhelm Weber (alemany: Wilhelm Eduard Weber)  (Wittenberg, 24 d'octubre de 1804 - Göttingen, 23 de juny de 1891) fou un físic alemany. Juntament amb Carl Friedrich Gauss va ser inventor del primer telègraf electromagnètic, el 1822. La unitat del flux magnètic en el Sistema Internacional, el Weber, (símbol: Wb) fou batejada en honor seu.

## Biografia

### Joventut
Wilhelm Eduard Weber va néixer el 24 d'octubre de 1804 a Wittenberg. El seu pare, Michael Weber, era professor de teologia a la Universitat de Wittenberg. Michael va tenir tretze fills, dels quals només una filla i quatre fills van arribar a l'edat adulta. Wilhelm era el seu tercer fill supervivent.
Entre els seus germans, el més gran es va fer pastor protestant. El més jove, Ernst-Heinrich, es va convertir en un destacat anatomista i fisiòleg, professor de la Universitat de Leipzig. El germà petit, Eduard, també es va convertir en professor d'anatomia a Leipzig.
El 1814, Prússia va atacar la ciutat de Wittenberg. Durant l'atac, la casa on vivia la família Weber va ser destruïda, i quan l'exèrcit prussià va capturar la ciutat, es va tancar la universitat, on el seu pare era professor.
Després de la dissolució de la Universitat de Wittenberg, el seu pare fou destinat l'any 1815 a Halle, on va ser escolaritzat i entrà a la universitat per estudiar filosofia natural, on destacà pel seu treball original i innovador. Després de doctorar-se i convertir-se en professor adjunt, fou nomenat Professor Extraordinari de filosofia natural a la mateixa Halle.
Quan tenia 20 anys i encara era estudiant, Wilhelm havia escrit amb el seu germà, Ernst Heinrich, un llibre titulat Teoria ondulatòria i fluïdesa, que donà als seus autors una considerable reputació. Tot i això, Wilhelm s'inclinava més per l'acústica i escrigué força escrits sobre el tema. Algunes revistes científiques que mencionaren els seus treballs van ser el Poggendorffs Annalen, el Jahrbücher für Chemie und Physik i el diari musical de l'època Carcilia. Un altre estudi realitzat amb els seus germans Ernst i Eduard, En Mechanik Der Menschlichen Gerverzeuge, (El mecanisme de caminar humà), publicat el 1836, analitzà els detalls del moviment humà i el bipedisme, així com les tensions i els esforços que suporten tendons i músculs.
El 1821, Wilhelm va entrar a la Fundació Francke, preparant-se per entrar a la Universitat de Halle. En aquest moment, només tenia disset anys, però va avançar prou com per unir-se al seu segon germà, Ernst Heinrich, en la seva investigació sobre el flux de líquids, així com l'aigua i les ones sonores.
El 1822 va ingressar a la Universitat de Halle, estudiant filosofia natural. Durant aquest període va ser fortament influenciat pel físic Johann Schweigger i el matemàtic Johann Friedrich Pfaff.
Al mateix temps, va continuar col·laborant amb el seu germà Ernst i, el 1825, va publicar els resultats dels seus experiments amb el nom de Wellenlehre, auf Experimente gegründet. Això va donar a conèixer els seus noms en el circuit científic.
Aleshores, també va començar a treballar en la seva tesi doctoral sobre els tubs d'orgue de canya sota la supervisió del professor Schweigger. Va presentar la seva tesi el 1826, i va obtenir el diploma el mateix any.
El 1827 Wilhelm Weber es va incorporar a la Universitat de Halle com a Privatdozent (una plaça docent sense remuneració). Després va començar a escriure la seva tesi d'habilitació sobre tubs d'orgue com a oscil·ladors acoblats amb acoblament acústic de la canya i la cavitat d'aire, presentant-la el mateix any. El 1828, esdevingué professor extraordinari de filosofia natural a Halle. Al setembre d'aquest any, va acompanyar Ernst a Berlín, on els germans van assistir a la 7a reunió de la Gesellschaft Deutscher Naturforscher und Arzte. Allà, Wilhelm Weber va presentar un article sobre tubs d'orgue, que va impressionar estudiosos com Alexander von Humboldt, organitzador de la trobada, i Carl Friedrich Gauss, professor de la Universitat de Göttingen, que en aquell moment estava interessat en el geomagnetisme.
Gauss va veure ràpidament el potencial de Weber i es va adonar que el jove seria un excel·lent col·lega. Malauradament, en aquell moment no hi havia cap lloc disponible per a Weber a Göttingen i per això es va quedar a Halle i va publicar una sèrie d'articles sobre tubs d'orgue de canya.
L'any 1831, mitjançant la recomanació de Carl Friedrich Gauss, es traslladà a Göttingen (on Gauss ja era director de l'observatori astronòmic) per a exercir com a professor de física malgrat els seus 27 anys.{{sfn|Gupta|2010|p=139]] Les seves lliçons són recordades com a interessants, instructives i suggestives. El mateix Weber però, creia que aquelles lliçons, malgrat ser il·lustrades amb gràfics i dibuixos, eren simples texts, de forma que animava als seus estudiants a dur a terme experiments i aplicar-los més enllà del laboratori. D'aquesta forma, pretenia generar un coneixement complet de la física, i autoritzava als seus alumnes a fer ús del laboratori sense necessitat de pagar-lo a banda, tal com es feia a l'època.

### Treball acústic a Halle
Després de ser apartat del seu treball per part del govern de Hannover i a causa de les seves opcions polítiques liberals, Wilhelm es dedicà a viatjar. Així, visità uns quants països europeus, entre ells Anglaterra, i s'instal·là posteriorment a Leipzig, on exercí de professor de física entre 1843 i 1849. Aquest darrer any tornà a Göttingen.
Un dels seus treballs més importants fou l'Atlas des Erdmagnetismus (Atlas del Geomagnetisme) (1840), que escrigué en col·laboració amb Gauss. L'obra està formada per diversos mapes magnètics de la Terra, que van causar força interès entre les diferents potències del moment per tal de construir observatoris magnètics. L'any 1864, i també col·laborant amb Gauss, publicà Mesures Proporcionals Electromagnètiques, on exposa un sistema de mesures absolutes per als corrents elèctrics que s'ha convertit en la base de les mesures actuals.
Finalment, Weber va morir a Göttingen amb 86 anys.

### L'esquema de Weber
L'esquema de Weber és el conjunt de lleis simples que relacionen la freqüència del so produït per un tub de canya i la longitud del tub ressonant. Aquestes lleis només descriuen un fenomen mitjà, que mai se segueix amb exactitud, però que s'utilitza per estimar un ordre de magnitud. L'esquema de Weber es basa en la freqüència de batec de la canya sense ressonador i els parcials de la canonada. L'esquema de Weber destaca un fenomen important en acústica: per sota d'una longitud del tub, la freqüència del so no pot superar un cert límit, només el del nivell de la canya.

### La unificació d'unitats electromagnètiques
Wilhelm Weber, mitjançant la repetició sistemàtica de tots els experiments quantitatius d'Œrsted i de Faraday, i la connexió amb les mesures magnètiques realitzades per Gauss, és un pioner del sistema internacional d'unitats elèctriques. Per a això, va desenvolupar nous instruments de mesura, com l'electrodinamòmetre i el magnetòmetre d'inductor terrestre, que li van permetre realitzar mesures amb una precisió inigualable fins aleshores. D'aquesta manera, ell, igual com Newton havia enllaçat acceleració, força, massa i atracció gravitatòria, connectava totes les magnituds electromagnètiques conegudes en el seu moment: intensitat del corrent elèctric, força electromotriu induïda i capacitat dels condensadors. Durant aquest treball d'unificació, Weber va fer el seu propi descobriment, és a dir, que les dues lleis d'atracció de Coulomb: la força electroestàtica i la interacció magnètica dipolar, que Œrsted havia enllaçat, són, independentment del medi material a través del qual actuen, en una relació de velocitat, i que aquesta velocitat és la de la llum. Va ser la primera vegada que aquesta quantitat, que llavors es pensava que era característica de l'èter luminífer, va intervenir en les lleis de l'electromagnetisme. Aquest descobriment es va considerar aleshores com una confirmació de la hipòtesi de Faraday, segons la qual les forces electromagnètiques actuen, com la llum, per propagació de vibracions del mateix èter. Maxwell va poder basar així la seva electrodinàmica com la mecànica de fluids aplicada a aquest hipotètic èter, i el físic austríac Hasenöhrl va deduir que les línies de camp descriuen la distribució de l'energia a través de l'èter.
Weber també va ser el primer a suggerir la propagació de l'electricitat per flux de partícules elementals, basant-se en la segona llei de l'electròlisi de Faraday i les idees de Davy i Berzelius sobre l'activitat química de les solucions. A més d'una càrrega elèctrica, va assignar una massa (o inèrcia) precisa a aquestes partícules d'electricitat, i d'aquesta manera va explicar la conducció elèctrica en els metalls, un estudi que es tornaria a reprendre 30 anys després amb motiu dels fenòmens. descobert amb raigs catòdics. Weber també l'utilitza per interpretar els efectes del diamagnetisme.

### Col·laboració amb Gauss
A principis de 1831, a la mort de  Johann Tobias Mayer, es va crear un lloc vacant a Göttingen. Gauss el va fer reclutar per a la càtedra de Física a Göttingen, i els dos homes d'ara endavant van treballar junts en l'estudi del magnetisme. Ja havíem observat (durant els descobriments de Weber) que la velocitat de la llum jugava un paper en l'electricitat, és a dir, que mesurava la velocitat de propagació dels senyals telegràfics. Van ser Gauss i Weber qui, el 1833, van produir el primer telègraf electromagnètic que es va estendre ràpidament, i van impulsar la idea de mesurar la velocitat dels senyals (amb miralls giratoris), que es va reconèixer com molt similar a la velocitat de llum, obrint noves perspectives a la física. Gauss i Weber van ser sens dubte els primers a utilitzar un telègraf elèctric de dos fils, enviant un telegrama entre l'observatori i l'Institut de Física de Göttingen, el corrent necessari produït per imants rotatius. Poc després (a Baviera), el telègraf es va convertir en el dipol d'un circuit, amb retorn per terra. Gauss i Weber havien menyspreat patentar el seu invent; però un esdeveniment polític posaria sobtadament fi a aquesta fructífera col·laboració.
Al mateix temps, Weber va destacar en l'ensenyament de la física en la seva posició, il·lustrant les seves conferències amb experiments. Aviat es va adonar que els estudiants progressarien més si poguessin realitzar aquests experiments ells mateixos. Per això, va obrir el seu laboratori per a l'ús dels seus alumnes.

### La crisi de 1837
Weber era partidari de la relativa llibertat que havia aportat l'ocupació francesa. Els decrets de Carlsbad ja marcaven el desig dels governants de seguir controlant les universitats, però quan el 1837, el govern nomenat per Guillem IV del Regne Unit va considerar l'abolició de la llei constitucional de 1833 per restaurar la constitució absolutista de 1819, el físic, conjuntament amb col·legues de la Universitat de Göttingen, va fer conèixer la seva oposició. Tanmateix, va respectar les conviccions dels seus set companys. La posició de Weber probablement era propera a la de Jakob Grimm. Finalment, el 1837, Weber va dimitir juntament amb sis dels professors més eminents de l'establiment (el Set de Göttingen), inclosos els germans Grimm.
Weber va romandre sense feina ni sou durant 5 anys. Es va organitzar una col·lecció a tot Alemanya per ajudar els professors acomiadats. Weber va rebre així una suma de 100 tàlers; però no creia que l'hagués de tocar: va demanar ajuda als amics i va llogar una petita habitació. Va ser Gauss qui li va portar les primeres subvencions, pagant-li com a preparador: junts, els dos investigadors van publicar de 1837 a 1843 els resultats de les seves observacions com a part del Magnetischer Verein, un grup d'investigació geofísica subvencionat per Alexander von Humboldt. Aleshores, el 1843, Weber va rebre una oferta de la Universitat de Leipzig on va desenvolupar el seu electrodinamòmetre, un aparell destinat a mesurar la força que, segons la llei d'Ampère, exerceixen dos circuits elèctrics l'un sobre l'altre.
Com que les càtedres que van quedar vacants no van trobar candidat per cobrir-les (perquè els col·legues dels renunciants, a d'altres universitats d'Alemanya, els donaven suport), els Set de Göttingen van ser revocats, però només Weber i l'orientalista Heinrich Ewald van acceptar reprendre els cursos a Universitat de Göttingen bastants any més tard. Alguna historiografia ha comparat aquest episodi amb el de 1934 (purga de professors jueus durant el nazisme).

### Darrers anys
Restaurat a la universitat de Göttingen, com a director de l'observatori astronòmic, de 1846 a 1856 Weber va publicar importants investigacions sobre la determinació de les forces electrodinàmiques. Esdevé membre estranger de la Royal Society l'any 1850, membre de l'Acadèmia de Berlín (1863) i corresponsal de l'Institut de França (1865).
Weber tenia un caràcter jovial, amb un somriure juvenil i una certa timidesa, però en les discussions científiques sabia ser inflexible. Va confiar espontàniament en estranys, i de vegades va ser criticat per la seva benevolència cap als espiritistes . La seva bondat i modèstia van crida l'atenció fins i tot quan es mantenia allunyat de les discussions; per exemple, no va mostrar cap senyal d'amargor (i no va escriure res sobre aquest tema) quan a la Convenció del Metre de París, només es van donar noms de científics francesos a les magnituds físiques que ell mateix havia caracteritzat.
Favorable a les idees liberals, Weber sempre va mostrar un gran interès per les qüestions polítiques, i es va mostrar entusiasmat amb la proclamació de la unitat alemanya el 1870. Era baix i d'espatlles estretes, però caminava amb força i va continuar caminant fins ben entrada la seva vellesa. Durant tota la seva vida va mantenir una estreta relació amb els seus germans. Va romandre solter, vivint amb una neboda que tenia cura de la seva llar.
La unitat de flux magnètic (el weber) li deu el seu nom.